# Baecacanthus trifasciatus
Baecacanthus trifasciatus är en skalbaggsart som beskrevs av Monné 1975. Baecacanthus trifasciatus ingår i släktet Baecacanthus och familjen långhorningar. Inga underarter finns listade.